# Macks Creek
Macks Creek és una població dels Estats Units a l'estat de Missouri. Segons el cens del 2000 tenia 267 habitants.

## Demografia
Segons el cens del 2000, Macks Creek tenia 267 habitants, 109 habitatges, i 68 famílies. La densitat de població era de 109,7 habitants per km².
Dels 109 habitatges en un 36,7% hi vivien nens de menys de 18 anys, en un 52,3% hi vivien parelles casades, en un 9,2% dones solteres, i en un 36,7% no eren unitats familiars. En el 33,9% dels habitatges hi vivien persones soles el 22% de les quals corresponia a persones de 65 anys o més que vivien soles. El nombre mitjà de persones vivint en cada habitatge era de 2,45 i el nombre mitjà de persones que vivien en cada família era de 3,17.
Per edats la població es repartia de la següent manera: un 31,8% tenia menys de 18 anys, un 7,9% entre 18 i 24, un 29,2% entre 25 i 44, un 16,9% de 45 a 60 i un 14,2% 65 anys o més.
L'edat mediana era de 31 anys. Per cada 100 dones de 18 o més anys hi havia 75 homes.
La renda mediana per habitatge era de 21.875 $ i la renda mediana per família de 24.643 $. Els homes tenien una renda mediana de 25.893 $ mentre que les dones 13.125 $. La renda per capita de la població era de 9.053 $. Entorn del 13,6% de les famílies i el 22,3% de la població estaven per davall del llindar de pobresa.

## Poblacions més properes
El següent diagrama mostra les poblacions més properes.